# Ісмаїл Незір
Ісмаїл Незір (тур. Ismail Nezir, нар. 22 січня 2003) — турецький легкоатлет, який спеціалізується на бар'єрному бігу.

## Спортивні досягнення
Чемпіон світу серед юніорів у бігу на 400 метрів з бар'єрами (2022).
Чемпіон Туреччини у бігу на 400 метрів (просто неба та в приміщенні) та у бігу на 400 метрів з бар'єрами (2022). Рекордсмен Туреччини серед юніорів у цих дисциплінах.